# Creencias y devociones argentinas

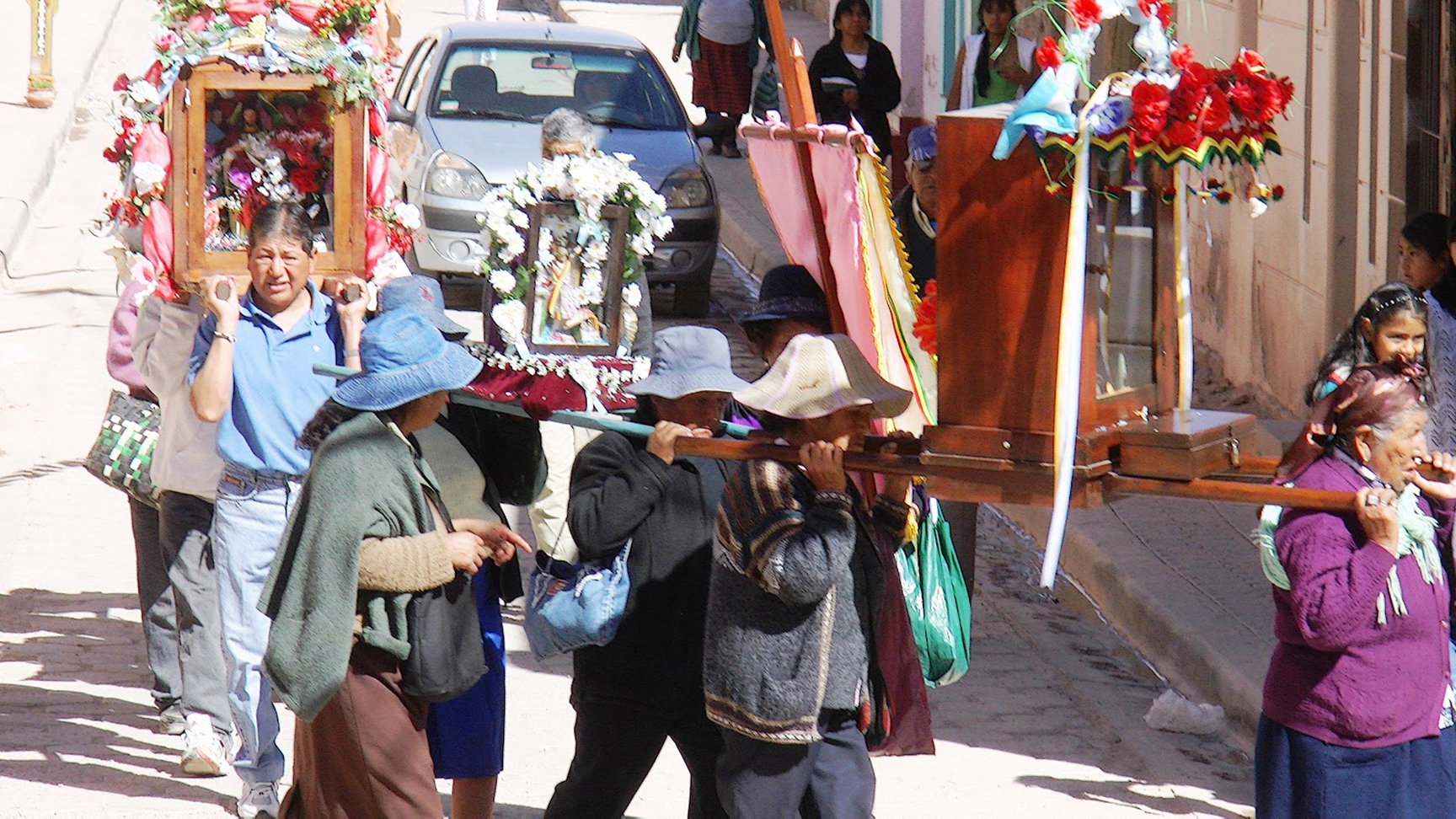
Misachico, típico del noroeste argentino.

Como en prácticamente todos los países, en Argentina existe un conjunto de mitos y ritos que les son propios, los cuales, junto a otras formas de creencias y devociones constituyen parte principalísima de su folklore.

Como todo es dinámico, muchas de las creencias, en especial las surgidas de etnias de los pueblos amerindios, son compartidas por las poblaciones de estados vecinos. También (y especialmente en Argentina) las creencias con origen en los indígenas suelen haber sido sincretizadas o resignificadas ante los influjos procedentes de Europa e incluso de África.

Aunque las creencias y devociones populares comparten elementos con la religión, frecuentemente distan de ser incluibles en una o varias religiones, en todo caso forman parte del sistema de creencias de un colectivo e incluso un solo sujeto (un sujeto puede creer en uno/s de los fenómenos creenciales y devocionales y no creer en otros ya que, precisamente, están fuera de una religión).
Se habla de supersticiones cuando las creencias corresponden a hechos explicados ya por las ciencias (como ocurre por ejemplo con la luz mala).
Por otra parte, y especialmente desde la segunda mitad del siglo XIX ha surgido un importante conjunto de devociones populares hacia ciertas personas, las cuales suelen ser consideradas milagrosas, tales devociones populares están fuera del culto canónico de la Iglesia católica (iglesia que fue absolutamente mayoritaria entre la población argentina la cual es mayoritariamente descendiente de países muy católicos como España, Italia e incluso Irlanda y Polonia, hasta mediados de siglo XX, a tal grado que el primer papa americano en la historia es el argentino papa Francisco), pese a esto, la población las ha asimilado dentro de las prácticas de esa misma iglesia.
Los fenómenos creenciales y devocionales observados son heterogéneos: van desde creencias consideradas fundamentales para la vida, a las creencias en el efecto mágico de «pequeños» rituales tradicionales.
En líneas generales parece constatarse, especialmente en Argentina, una constante y gradual disipación de las creencias místicas, particularmente las creencias provenientes de las culturas aborígenes y del folclore gaucho, sin embargo nada parece ser lineal y se notan, particularmente en tiempos de crisis, reactivaciones de lo creencial.

## Santos argentinos
A pesar de su larga tradición católica, la Argentina tiene solo tres santos reconocidos: el mártir Héctor Valdivielso Sáez (1910-1934), el sacerdote diocesano José Gabriel Brochero (1840-1914) y Mamá Antula canonizada recién en 2024.

## Mitos y seres legendarios
En líneas generales los mitos suelen ser una racionalización o un intento de explicación (mediante alegorías) de los fenómenos que se perciben, tal explicación (en esto cumpliendo una función próxima a la del rito) provoca un alivio ante una incertidumbre, aún cuando los seres míticos o mitizados cobren características maléficas. En tal caso, los seres míticos o mitizados con características maléficas señalan ciertos límites o ciertos órdenes (culturales y naturales) que conviene respetar.
Los mitos creados por las etnias indígenas en ciertas ocasiones han trascendido ampliamente el área de circunscripción étnica, aunque al hacerlo, casi sin excepción, han sido muy modificados o directamente resignificados al ser adoptados por otras poblaciones, en especial por las poblaciones con orígenes predominantemente europeos, tales son los casos del equeco, el gualicho o el payé.
Las leyendas populares, folclóricas y, las aparentemente más modernas y "globales" leyendas urbanas, pueden considerarse como una subcategoría de lo mítico, con la diferencia de que en ellas existe cierta "literaturización" y una menor estructuración ( o, lo que es prácticamente lo mismo, una mayor variabilidad de "mitemas" que los mitos y seres míticos propiamente dichos ), esto se hace notar especialmente en las "leyendas urbanas" que parecen ser menos perdurables en el tiempo y con temáticas aparentemente anecdóticas aunque sorprendentes...como si uno de los objetivos principales de tales mitificaciones fuera precisamente el atenuar el tedio producto de la cotidianeidad urbana.

### De origenavá
- Aba'anguí
- Añanga
- Caá-Porá
- Caburé
- Karay Guazú
- Tupá
- Avá

### De origenmapuche
- Cuero
- Colo Colo
- Cherufe
- Chon Chon
- Gualicho
- Guirivilo
- Kai Kai Filu

### De origenquechua
- Coquena
- Ekeko
- Humita (mito)
- Pachamama
- Pujllay
- El Chiqui (~ la mala suerte)
- Supay o Zupay
- Yastay

Prácticamente todos los mitos indígenas se restringen al área de influencia cultural de las etnias en los que surgieron, de este modo los mitos avá ( o guaraníes ) tienen su presencia en el NEA ( en especial en Misiones, Formosa, Corrientes ), los de origen mapuche en el Comahue y la Patagonia Norte ( principalmente zonas de Neuquén y la provincia de Río Negro ) y los de origen quechua o considerados usualmente de tal origen (ya que reciben denominaciones en quechua ) aunque pueden en muchos casos tener origen prequechua, se dan en ciertas regiones del NOA, en especial en las áreas rurales de las provincias de Jujuy y Salta. Aunque, siendo las creencias, en especial los mitos, portadas por los seres humanos, las mismas se pueden hallar diseminadas en cualquier lugar habitable. Más aún, en ciertos casos los mitos de origen se han transmitido a poblaciones en las cuales no se reconoce la preponderancia de ningún linaje indígena, en tales casos los mitos suelen estar muy difuminados, por ejemplo, en la ciudad de Buenos Aires mucha gente integrante de los estratos medios suele tener un muñeco del equeco como recuerdo de viaje de Bolivia o de la Quebrada de Humahuaca (especialmente durante el Tantanakui), a tal recuerdo en las grandes ciudades se lo suele considerar como una especie de amuleto que atrae la prosperidad y la buena fortuna, aunque sus poseedores desconozcan el significado de su nombre o en qué etnia es tradicional.

### Mix argentino
En efecto, el mix de creencias difusas puede hacer que en Argentina, especialmente en las zonas urbanas con importantes conjuntos de población de estratos medios, una misma persona tenga una estatuilla del Equeco y use un trozo en forma de "cuerno", de coral rojo ( o una imitación ), una ristra de ajos, una maceta de trébol de cuatro hojas etc. como elementos apotropaicos ( "alejadores del mal"). Se observa que la creencia del poder mágico del coral rojo proviene de la cuenca del Mar Mediterráneo, en especial del Mezzogiorno (por ejemplo el cuerno napolitano)  como elemento que se considera protector respecto al mal de ojo, la creencia del efecto propiciatorio de la buena fortuna que tiene el trébol de cuatro hojas y la creencia en los efectos apotropaicos del ajo también proceden de Europa. De un modo semejante (aunque con interesantes diferencias) muchos elementos del culto católico han sido trasladados a la creencia popular de gente que poco o nada practica el catolicismo, ejemplo de esto es el que mucha gente posea en algún lugar de su vivienda espigas de trigo ( alegóricamente asociadas a la veneración de San Cayetano de Thiene) ya que san Cayetano (de Thiene) es considerado en Argentina propiciador para conseguir un buen trabajo, de este modo, las espigas de trigo, aunque estén aisladas, suelen ser consideradas ( máxime si han sido bendecidas ) como propiciatorias para conseguir el "pan de cada día" y para esto el buen trabajo y pan (nutrición) y  paz y su devoción principal tiene como  fecha  el 7 de agosto ; el origen de esta devoción con sus ritos se debería a la hoy beata Mamá Antula  una criolla santiagueña  considerada por sus contemporáneos "terca como una mula" que se estableció hacia el siglo XVIII en la ciudad de Buenos Aires y que veneraba al santo italiano ya que le consideraba propiciatorio para lograr los alimentos suficientes que requería su congregación. Algo similar ocurre con los ramos de olivo que suelen considerarse como factores de buena fortuna.

### Procedentes de Brasil
A fines de siglo XX entre algunos sectores de la población se han difundido elementos cultuales procedentes del Brasil, entre estos el de la Pomba Gira, femenino de Exu. Es una "entidad" (en realidad varias) protectora de las prostitutas, las que las toman como sus protectoras(por María Padilha, que en uno de sus caminos fue prostituta). También la imagen del Exu Tata Caveira es usada en algunos sectores para "cultear" a San la Muerte. Hay que tener en cuenta que las religiones que veneran a la Pomba Gira -como la umbanda, la kimbanda y el africanismo- son legales en Argentina y son practicados desde las ramas más bajas de la sociedad hasta la clase más alta de la sociedad.

### De origencriolloygaucho
- El Basilisco criollo
- Kakuy
- Campiago
- Ciudad de los Césares (compartido con el folclore de Chile)
- El Crispín o Crespín
- El Duende
- El Eropido
- El Familiar
- El Futre
- El Mandinga
- El Runautungo
- El Sacháyoj
- El tapao
- El tío Pachamama
- El Toro Yacu
- Flor del Liriolai
- Empacho
- Juancho el zorro
- La cruz del camino (o La Cruz Negra)
- La Condená
- La Llorona
- La Rosarito
- La Tanta Micha
- La viuda
- La Madre del Agua
- [[La Solapa]]
- La Luz mala
- Mal de ojo
- La Mulánima o almamula
- La pata de cabra
- El Negrito del pastoreo
- El Nahuelito
- Salamanca
- Santos Vega
- El Toro Supay o Toro Diablo
- El Viborón

## Ritos
Frecuentemente los ritos van asociados a un momento de cambio, sea cambio estacional, cambio de mes, cambio de situación social o cambio de condición en la vida (e incluso el morir). Los cambios producen una crisis en las perspectivas de la vida humana, en tal situación de incertidumbre los ritos (en especial si se encuentran reforzados por la práctica colectiva) aportan una sensación de alguna certidumbre.
- Bombacha rosa (rito al parecer originado en Italia: se ofrecía una prenda íntima femenina roja [en italiano rossa] a una mujer soltera núbil en «edad de merecer» o contraer matrimonio; tal tradición pasó a la Argentina y zonas aledañas del Cono Sur aunque la palabra rossa fue interpretada no como roja sino como rosa, se suele obsequiar una bombacha [panteleta] de color rosa en año nuevo para que la regalada obtenga una buena pareja).
- Corpachada
- Cruz de sal
- Dar vuelta la huella o dar vuelta la pisada
- Tocar madera
- Dar vuelta la huella
- Ñoquis del 29
- Serenar el huevo
- Velorio del angelito
- Fiesta del Chiqui
- La Chaya o Ch'aya
- La quema del muñeco

Tal cual se observa, el conjunto de ritos engloba cuestiones muy heterogéneas, algunas forman parte de las defixiones ( intentos de hechizos ) tal cual llega a ocurrir con la cruz de sal, otros ritos se transforman en una costumbre folclórica ( como los ñoquis del 29 o la bombacha rosa) aunque hayan tenido un origen de pensamiento mágico propiciatorio. Dentro del conjunto de intentos de "hechizos" folclóricos", aunque ya distanciados de los ritos, existen (aunque casi totalmente extinguidas) prácticas tales como los "hechizos amorosos", uno de estos se basaba en que la mujer enamorada ofrecía al hombre que deseaba (sin que éste lo supiera) mate con una pequeña cantidad de menstruo oculta entre la yerba ( mate ). También ha sido una creencia muy difundida, aunque no exactamente un rito, el evitar que las mujeres embarazadas, o durante el período menstrual, realizaran determinadas actividades ( el conjunto de tales actividades es muy extenso y variable ). Se puede incluir entre lo mítico y lo ritual creencias relativamente anodinas como aquella según la cual cuando se está batiendo el huevo para realizar mayonesa y el batido es mirado fijo, la emulsión se "corta" (algo similar suele suponerse si una mujer embarazada realiza lo mismo). Una creencia medicinal muy difundida es la de "tirar el cuerito" (una serie de ritos periódicos en los que se mide con un centímetro y se tironea de la piel de la panza) para curar el empacho. El 1 de agosto de cada año suele practicarse el rito llamado "matar el agosto" consistente en beber tres sorbos de caña quemada (aguardiente de caña) macerada con ruda macho, este rito se originó en el Litoral argentino y se ha difundido a toda Argentina, tal rito se practica porque se considera fortalece al cuerpo y a el alma durante los 365 días siguientes, el motivo de base para el mismo se debe a que agosto anticipa un cambio estacional y es un mes con bruscas oscilaciones de temperatura. Algunos ritos pueden resultar risueños al observador extraño a la cultura en la cual estos se encuentran integrados, por ejemplo es posible que siempre existiera una diluida creencia en personajes que traían consigo infortunios (es más, se puede hipotetizar una base concreta para tal tipo de superstición: alguien infectado con una "peste" puede ser asintomático y sin embargo gente en su derredor puede evidenciar los efectos de la noxa, supongamos un portador de virus gripal), lo concreto es que en Argentina la inmigración procedente del Mezzogiorno trajo consigo una fuerte creencia en la yeta (del italiano gettare: lanzar, en este caso "lanzar efluvios nefastos"); esto al punto que hacia 1900 se hizo famosa una obra de teatro (una especie de sainete) escrita por Gregorio de Laferrère llamada "¡Jettatore!", todo supuesto "jettatore" también fue apodado "fulmine" (en italiano: rayo), aunque la etimología es muy distinta, también la palabra de origen italiano mufa (moho) ha pasado a ser sinónima de las dos antecitadas; "mufa" inicialmente significa al fastidio, el mal humor, el mal estar (por esto se metaforiza con la palabra que significa al moho); pero en Argentina toma una acepción más, precisamente la de algo o alguien que trae infortunio (en España se le llama gafe); y lo que resulta cómico al observador externo son los rituales que mucha gente utiliza para evitar el supuesto efluvio, los más llamativos de tales rituales provienen también de Italia: tocarse los testículos o los senos mamarios (es menos difundido el gesto español de hacer un "gancho" con los dedos índice y mayor, tal gesto suele ser utilizado por los niños cuando juran para eludir cumplir el juramento), o en todo caso se toca madera, del mismo modo era frecuente que a los bebés (en particular si eran varones) se les atara una cinta roja o, lo que es lo mismo, «colorada» en la muñeca de sus brazos diestros para hacerles inmunes ante el supuesto mal de ojo. Por otra parte, como en el Mediterráneo europeo, se considera que "pisar excrementos" — pese a todo— trae buena suerte. Se cree que pronunciar el nombre del expresidente argentino Carlos Saúl Menem traerá mala suerte, al igual que el del exentrenador argentino José Varacka. También, se evita pronunciar el nombre de los exnovios, o ex maridos. Por lo contrario, está difundida la creencia de que repetir tres veces la palabra "Pugliese" trae buena suerte o -por lo menos- anula a la "mala onda" o infortunio, Pugliese recuerda al célebre pianista y compositor de tangos Osvaldo Pugliese; también existen otras creencias que se suponen traen buena suerte y son típicas del Mediterráneo: tocar madera, pisar excrementos, poner los dedos índice y medio haciendo "gancho", de Europa viene la creencia según la cual cruzarse con un gato negro trae mala suerte y más precisamente de España la creencia en que los martes 13 son días nefastos (en otras partes de Europa o lugares con fuerte impronta europea el día considerado nefasto es el viernes 13). En los días 8 de diciembre es común que la grey católica "arme el arbolito de Navidad" ya que es el día de la inmaculada concepción de la Virgen y este rito suele ser seguido incluso por muchos no católicos.  En las fiestas de Navidad y año nuevo en muchas ocasiones se consume lechón cocinado al horno porque se cree que esto trae buena suerte, la explicación de tal creencia estaría en una cusa emic: el cerdo en ciertas zonas de Europa es asociado con la abundancia ya que resulta un animal económico para los ganaderos, sin embargo la "explicación" criolla etic suele ser legendaria casi mítica, ya que en el folclore argentino se argumenta que en Navidad y año nuevo se comen lechones "porque cuando nació Jesús el único cuadrúpedo de granja que no fue a saludarlo fue el cerdo" (llamado "chancho" en Argentina). También un mito rito de origen cristiano muy difundido en Argentina desde España e Italia es el de tocar madera para evitar la mala suerte, se trata de "tocar algún objeto de madera que "no tenga patas" (por ejemplo un mueble sin "patas") ya que con esto se reitera la antigua tradición de tocar la madera de la vera cruz en la que se dice fue crucificado Jesús Cristo.  En cuanto a la "quema del muñeco" se trata de quemar en una fogata un muñeco que simbólicamente (y acorde la antropología estructuralista) metaforiza los males, esto se realiza en gran parte del país como rito de pasaje hacia las 24 h del mes de diciembre.
También del Mediterráneo proviene la costumbre de persignarse o arrojar una pizca de sal por sobre el hombro izquierdo (para cegar al diablo), cuando accidentalmente se vuelca el salero, la razón emic de tal creencia está al parecer en que antiguamente en el área mediterránea más cálida la falta de sal de mesa favorecía las deshidrataciones y así las muertes por tal motivo, es por eso que en la Antigüedad se pagaba a los trabajadores con sal de mesa y de allí viene la palabra latina salarium es decir; el salario; translaticiamente del derramado de sal, menos frecuentes son las creencias según las cuales se cree que volcar aceite comestible es algo nefasto, para evitar la supuesta mala fortuna se suele limpiar lo más rápidamente posible la mancha de aceite y rezar. Por otra parte, aunque no es propiamente un rito sino una mancia está muy difundida la "adivinación de los sueños" procedente de la smorfia italiana (adivinación de sueños a los que se adjudican valores numéricos muy usada en la quiniela (Argentina)); tal adivinación tiene incluso un santo patrono: san Cono a quien se atribuye la autoría de un libro en el cual a cada ser soñado se le atribuye un número, los números luego son utilizados para apuestas en lotería, quiniela, tómbola y otros juegos de azar en donde se requiera el uso de números.

### Fiestas
Las fiestas populares que se reiteran sean explícitamente religiosas o no, casi sin excepción forman parte del conjunto de los ritos; en tal sentido conviene recordar la definición dada por Georges Dumézil de fiesta:"La fiesta es el momento y los procedimiento por los cuales el Gran Tiempo y el tiempo profano se comunican, volcando el primero sobre el segundo parte de su contenido y permitiendo a la humanidad, a partir de tal ósmosis, actuar sobre los seres, fuerzas y sucesos que gobiernan al mundo"; obviamente la definición dada por Dumezil es atinente al pensamiento mágico y más corresponde con el aspecto considerado sagrado que pueda tener una fiesta, aspecto bastante diluido a partir de la modernidad en la sociedad de cuño "occidental".

#### Semana Santa
La Semana Santa en la mayor parte de las iglesias cristianas (y así esto se nota en gran parte de la población argentina) suele ser precedida por la Cuaresma y previamente por el no canónico (dado su evidente origen pagano) aunque popular carnaval, la Semana Santa en el cristianismo es una resignificación del pésaj, de hecho si el pésaj o pasaje (Pascua también significa pasaje) es el tránsito de la esclavitud a la liberación, en el cristianismo se considera que Cristo tras haber sido sometido a la esclavitud de la tortura y la muerte se liberó y libertó a la humanidad de todos los males inclusive el de la muerte al -según los Evangelios- haber resucitado, la Semana Santa, hasta el Domingo de Resurrección es entonces considerada como un momento de duelo en el cual la población cristiana suele realizar los siguientes ritos: ayuno de carnes exceptos las de pescado y afines la abstinencia de carne (excepto de pescado) se realiza especialmente en el llamado Viernes Santo, los cristianos más tradicionalistas visitan siete iglesias y rezan las catorce estaciones del viacrucis, un rito muy curioso que algunos todavía practican es lavarse los ojos en la mañana de Pascua (inicialmente los padres hacían lavar los ojos, muchas veces con agua bendita hacia las diez horas de la mañana a sus hijos e hijas en lo que se llamaba el sábado de gloria) . Aún entre los no creyentes es frecuente que en el Domingo de Pascua o de Resurrección se consuman huevos de Pascua (estos suelen ser de chocolate decorado y suelen ser regalados a los niños y niñas)  e incluso roscas de pascuas.

#### Solsticio de invierno
Los diversos ciclos estacionales implican la práctica de diversos ritos en especial en aquellas zonas rurales en las cuales ha habido más influjo cultural indígena, por ejemplo el solsticio de invierno meridional, suele ser considerado por muchas poblaciones el inicio del año cósmico, es así que entre las poblaciones con orígenes mapuche o influidas por esa etnia exista todo un rito iniciático e incluso palingenésico ( es decir de renovación o regeneración ) que incluye "bautismos" en el agua helada, ya que se considera así se fortalece el alma, y con ésta, al cuerpo. Del mismo orden es el rito difuso en casi todo el país, de tomar caña quemada o ginebra con ruda macho en el cambio estacional, esto, se considera, fortalece al cuerpo. También han sido fuertes (y en algunas zonas se mantienen con pleno vigor) rituales estacionales oriundos de Europa: para las festividades de san Pedro y san Pablo así como para la noche de San Juan ha sido frecuente hasta casi los 1960s incluso en ciudades como Buenos Aires el ritual de las fogaratas ( fogatas ) que incluía la reunión de la gente de los barrios en torno a fogones en los cuales se consumían batatas cocinadas al rescoldo y, en lo posible, el "iniciático" salto de cada cual por sobre las referidas fogaratas; en el noreste, tal ritual ha tenido y mantiene una variante curiosa y poco conocida: el caminar sobre las brasas llamado en guaraní tatá jehasá, también en el NOA las "sanjuanadas" en ciertos lugares mantienen un ritual semejante de caminar sobre las brasas tal cual se celebra en Concepción, provincia de Tucumán, también corresponde a la noche de san Juan un rito procedente de España (al parecer de Canarias) que fue practicado en la ciudad de Buenos Aires hasta la segunda mitad de s XIX y que se ha mantenido en áreas rurales dispersas del país: el serenar el huevo, tal rito de serenar el huevo ha sido y es practicado por las mujeres y se trata de romper un huevo a la medianoche del 20 de junio volcando la clara y la yema en un vaso que se deja a la temperie durante toda la noche, luego las mujeres intentan predecir el futuro observando las formas que se puedan producir en el huevo (como tal rito ha sido práctica principalmente de mujeres dos de los intentos mánticos principales que conlleva es saber por parte de las solteras o las viudas si tendrán pronto novio y por parte de las casadas si tendrán hijos, tal rito está casi olvidado en la mayor parte de Argentina a inicios de siglo XXI, (por otra parte téngase en cuenta que la noche de San Juan, el 21 de junio, a la inversa de Europa, ocurre durante el solsticio de invierno, es decir durante el día más corto del año, esto explica que para muchas de las etnias indígenas tal momento corresponda a un nuevo año como ocurre entre los mapuches y su We Tripantu). Se nota que estos rituales estacionales provenientes de Europa tienen (al menos por sus nombres) características que les harían incluíbles dentro de las prácticas tradicionales del catolicismo, sin embargo, existían ya previamente al cristianismo ( como la misma fecha en que se celebra la Navidad) y en Argentina han sido, especialmente durante el siglo XX, profundamente laicizadas o "secularizadas". Los ritos estacionales de origen europeo en ciertos casos han sido fuertemente sincretizados, esto ha ocurrido muchas veces con el carnaval, particularmente en el NOA en donde se llega a "confundir" con la chaya, en esa región aún se celebran misachicos al son de los erkes. En Santiago del Estero eran típicas hasta 1951 las Telesiadas con las cuales se honraba a la casi mítica Telésfora Castillo; la Fiesta del Chiqui que se celebraba en las zonas apartadas de Catamarca, La Rioja y Salta se extinguió a inicios del siglo XX. La fiesta de La Candelaria tiene o ha tenido su principal centro también en las provincias de Salta y Jujuy.

Entre los ritos de año nuevo (calendario de la Era Común) aparte del hoy casi global envío de tarjetas de año nuevo augurando felicidades; en Argentina han tomado bastante arraigo varios ritos de origen español e italiano, por ejemplo: en el momento en que se produce el casi instante de pasaje de año viejo a año nuevo comer inmediatamente  doce uvas -rito de origen español- y el ya citado por el cual las mujeres usan una "bombacha" rosa (originalmente rossa = roja) -rito de origen italiano , o incluso (siempre en el cambio de año) el rito de caminar en torno a una balija si se desea tener viajes felices.

#### Otras fiestas
Ritos nuevos en Argentina y con orígenes europeos, aunque mediados culturalmente por los Estados Unidos, son La Fiesta de San Pato ( Fiesta del Día de San Patricio ) en la cual lo principal es el consumo masivo de cerveza, también lo es el "halloween(Otra fiesta solsticial de invierno) " y el "día de los enamorados" ( o fiesta de San Valentín ), aunque tales ritos nuevos están totalmente desacralizados ( incluso de toda posible sacralidad "pagana") y son más que nada imposiciones del llamado marketing ( o mercadeo ) desde los 1990s apuntando a un "target" u objetivo inicial de los estratos de poder adquisitivo medio. Que tales celebraciones importadas se arraiguen o no popularmente en Argentina aún es prematuro de predecir, en todo caso la Fiesta de San Pato, por sus características, parece tener más probabilidades al contar con una posible baza (y base) social de aceptación masiva.

## Santoral criollo
Se puede definir como «santoral criollo» al conjunto de seres míticos que reciben la adjetivación de santo, en gran medida surgen de procesos sincréticos. A imitación del santoral católico, el santoral criollo también suele representar a estos "santos" mediante imágenes en las cuales, sin embargo, existe una cuota de fetichismo (se suele creer que tales imágenes están "vivas" o "habitadas" por algún espíritu, no se trata de animismo sino de fetichismo en cuanto los objetos son artificiales ). En muchos casos los nombres de santos canónicos del cristianismo pasan a denominar a seres míticos a los cuales se rinde una veneración bastante heterodoxa.
- La Nu Dei
- La santa Justina
- Los santos invisibles
- San Antonio Estudiante
- Santa Clara Lavandera
- San La Muerte
- San Juan Porfiao
- Santa Liberata
- San Lo Imposible
- San Son
- Santa Mascadita
- Santo Pilato

### Algunas denominaciones de santos del catolicismo resignificadas
- San Baltazar (su fiesta se realiza los 6 de enero principalmente en el Noreste, habiendo tenido su núcleo en el barrio Cambá Cuá — es decir, el barrio de los "negros"— de la ciudad de Corrientes, extendiéndose luego a zonas de la provincia del Chaco, norte de Santa Fe y oeste de Misiones), se le llama también san Cambá (santo negro).
- Santa Catalina de Alejandría
- San Esteban Chico, cuya fiesta tiene su centro los 26 de diciembre en la localidad santiagueña de Sumamao.
- San Onofre
- San Juan Bailón
- San Marcos de León
- San Quintín
- En la Quebrada de Humahuaca y la Puna de Atacama se venera sincréticamente a "Los Santitos": San Antón, Santa Ana, Santiago el Mayor, San Juan, San Roque y Santa Bárbara.

## Personajes que reciben la devoción popular
Llama la atención el hecho de que la mayoría de los personajes que reciben devoción popular en Argentina han sido personas consideradas justas y que han padecido un trágico fin.
- Adrianita, La santita de Varela
- Almita Visitación Sibila
- Carballito
- Cura Brochero (canonizado en octubre de 2016))
- Difunta Correa (venerada principalmente en Cuyo  aunque la veneración se ha difundido a todo el país y a estados vecinos);
- Martina Chapanay (muy venerada en Cuyo);
- El Degolladito (Córdoba) (muy venerado hasta la primera mitad de siglo XX en la ciudad de Córdoba)
- El Degolladito (La Rioja)
- Juana Figueroa
- El Alma del Quemadito
- El Almita Perdida
- El Angelito Gaitán (Miguel Ángel Gaitán, en el sur de La Rioja.)
- El Finado Arrieta
- El Futre
- El Linyerita
- El Quemadito (en la provincia de Catamarca)[5]
- Gilda
- Pedrito Hallado (muy venerado en Tucumán)
- Juana Layme
- La Brasilera
- La Degolladita
- Lázaro Blanco (muy venerado en Entre Ríos y otras zonas de El Litoral.)
- Beato Ceferino Namuncurá (muy venerado en la Patagonia y en menor medida en otras provincias. Fue reconocido como Beato por la Iglesia Católica, así que actualmente es un "santo" oficial).
- La Finadita Juana
- La Telesita
- Niña Paula (Venerada en Traslasierra)
- Pedro Pablo Sangueso
- El Potro Rodrigo
- José Sepé Tiarayú
- La Pilarcita: se venera a niña pequeña con muñecas y ropas de criatura. Región de General Paz, Corrientes.

En cuanto al futbolista Diego Armando Maradona se ha llegado a crear una "Iglesia Maradoniana", sin embargo lejos está de ser una genuina devoción religiosa o parte de un sistema de creencias sino más bien una suerte de parodia posmoderna a la religiosidad basada en el hecho de que Maradona fue apodado "dios" por su habilidad y porque un gol cometido por él con la mano jugando contra la selección inglesa fue calificado por alguno como "hecho por la mano de Dios".

### Personajes a los que se rinde devoción por tener fama de milagrosos durante su vida
- Cura Brochero (también conocido como "El cura gaucho")
- Hermano Miguel
- Irma Maresco
- Madre María
- Padre Mario
- Papa Francisco
- Pancho Sierra (muy venerado en el norte de la provincia de Buenos Aires)
- Prosperina de América

Es de hacer notar que ciertos personajes populares muy famosos reciben cierto grado de culto devocional por algunos sectores de la población, por ejemplo: Ernesto Che Guevara y Carlos Gardel.

### Gauchos considerados milagrosos
Especialmente en las áreas rurales ciertos gauchos son considerados milagrosos:
- Olegario Álvarez (El Gaucho Lega)
- El Gauchito Gil, (muy venerado en el noreste, la provincia de Santa Fe, la provincia de Entre Ríos tal veneración se ha difundido desde fines de siglo XX a todo el país).
- El Gaucho Altamirano
- Gaucho Francisco Cubillos o Gaucho Cubillos
- El Gaucho Quiroz El gaucho azul. Venerado en la región de General Paz, Corrientes.
- El Gaucho Martín o también identificado como "Martín Guitarrero" al quedar su altar en el interior de propiedades particulares, se rinden homenajes al costado de picadas y caminos de tierra, rumbo a la naciente del sol. Zona centro de Corrientes.
- Juan Bautista Bairoletto
- Andrés Bazán Frías
- Julián Baquisay
- Juan de los Dios Campos
- El finado Chiliciento
- José Dolores Córdoba
- Mariano Córdoba
- Mate Cosido
- Juan Francisco Cubillos
- Miguel de Galarza
- Santos Guayama
- Curuzú José o El Gaucho José Veneración sincrética absorbida por el culto a la Cruz (en aváñeé´o "guaraní: cruz = kurusu o, curuzú) en Palmar Grande, Corrientes. Pero que cuenta con un mural del mito original en un mural al costado de la iglesia.
- Francisco José López o Gaucho Francisco José
- El Gaucho Antonio María
- Perlaitá: conscripto de estirpe gaucha con devoción estudiantil, en particular, con hito, santuario y tumba en Empedrado, Corrientes.
- Turquiña
- El gaucho resentido: es venerado en la provincia del Chaco
- El chaqueño luchador: muy venerado en las provincias de Santa Fe, Chaco y Corrientes
- El hachero formoseño: muy venerado en Formosa, Chaco y norte de Santa Fe
- El Gaucho Poncho Blanco: ha sido así conocido en zonas de las provincias de Entre Ríos y el este de la de Corrientes, parece tratarse de una mitización del caudillo blanco oriental Aparicio Saravia quien se caracterizaba por vestir un poncho blanco.

Es curioso que los gauchos Juan Moreira y "Hormiga Negra" aunque han dado pie para obras literarias, filmes etc. no hayan llegado a tener fama de milagrosos o al menos una especie de devoción pese a que sus historias tienen mucho en común con las de los gauchos considerados milagrosos, una probable explicación a esto parece encontrarse en el lugar y momento de sus muertes: ambos fueron muertos en zonas semirrurales muy próximas a la ciudad de Buenos Aires y a fines del siglo XIX, en esas zonas y ya en esas épocas, gran parte de la población veía con aprensión a los gauchos.
La gran mayoría de los personajes citados reciben una devoción local o regional ( allí donde nacieron, o allí donde vivieron o en donde murieron ), en algunos casos sin embargo la devoción ha adquirido una difusión en prácticamente todo el país (El Gauchito Gil desde fines de siglo XX) e incluso a estados vecinos (La Difunta Correa).